# モフセン・マフマルバフ
モフセン・マフマルバフ（محسن مخملباف, ラテン文字転写：Mohsen Makhmalbaf, 1957年5月29日 - ）は、イラン・テヘラン出身の映画監督・脚本家・映画プロデューサー。イランでも最も人気のある監督の1人。20本以上の長編映画を製作し、『カンダハール』は『タイム』誌が選ぶ「ベスト映画100本」に選ばれている。

## 人物

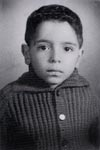
幼少時代

イラン革命初期のマフマルバフ。最初の妻であるファテメ・メシュキニ（マルズィエの妹）と、2人の子どもたちであるサミラ・メイサムとともに

1957年にテヘランで出生。10代半ばでイスラム主義に傾倒し、15歳でパフラヴィー朝を倒すための地下活動に参加、17歳の時に警察官を刺傷して逮捕され、死刑判決を受けた。4年半に渡る獄中生活ののち、1979年のイラン革命の際に釈放された。釈放後は政治から遠ざかり、作家となり1981年にマルチェス・ハハニパラストの『Towjeeh』の脚本を担当し、1983年に『Tawba Nasuh』で監督デビュー。1996年、映画に携わる人材を育成するため、マフマルバフ・フィルム・ハウスを設立した。
2001年には彼のスピーチやレポートを集めた『アフガニスタンの仏像は破壊されたのではない恥辱のあまり崩れ落ちたのだ』が日本でも出版された。また、アフガニスタン難民キャンプに住む子どもたちの識字・衛生教育やアフガニスタン国内の学校建設などを熱心に支援している。
イラン政府による検閲に抗議し、2005年イラン大統領選挙後にイランを離れ、2009年イラン大統領選挙以降はパリに居住している。マフマルバフによると、イラン出国以降の10年間で4回、イラン政府から暗殺されそうになった。
個人と社会的・政治的環境との関係に主眼を置いた作品が多く、自身の政治活動を参考にした作品も見られる。また、1991年の『Time of Love』以降はロマン主義的な作品も製作するようになった。
家族全員が映画に関わる仕事をしており、長女サミラ、次女ハナはいずれも映画監督となった。妻マルズィエ・メシュキニもモフセンの作品で助監督を務めるかたわら、自らの監督作品も撮っている。長男のメイサムもプロデューサーなどで活動している。マフマルバフが映画を製作する際は家族全員が製作に参加するが、家族が製作する映画にはマフマルバフは一切参加させてもらえない。

## 作品
この節の出典：
特記なき場合は監督作品。
- 二つの見えない目（英語版）Two Blind Eyes（1984年）
- ボイコット（英語版） Boycott（1985年）
- サイクリスト（英語版） The Bicyclist（1989年）
- 祝福された結婚（英語版） The Marriage of the Blessed（1989年）
- ザーヤンデルードの夜（英語版）Nights of Zayandeh Rood（1989年）
- クローズ・アップ Close-up（1990年）※アッバス・キアロスタミ監督作品、出演のみ
- 愛の時間（英語版）Time of Love（1991年）
- ワンス・アポン・ア・タイム、シネマ（英語版） Nassereddin Shah, Actor-e Cinema（1992年）
- サラーム・シネマ（英語版） Hello Cinema（1995年）※兼出演
- ギャベ（英語版） Gabbeh（1996年）※ギャッベがモチーフの映画。第9回東京国際映画祭では『愛を織る娘ギャベ』のタイトルで上映
- パンと植木鉢（英語版） Bread and Flower-pot（1996年）※兼出演
- サイレンス The Silence（1998年）
- キシュ島の物語（英語版） Ghessé hayé kish（1999年）
- カンダハール Kandahar（2001年）
- アフガン・アルファベット（英語版） Alefbay-e afghan（2002年）
- セックスと哲学（英語版） Sex & Philosophy（2005年）
- Chair（2005年）
- ごみの詩人 Poet of wastes（2005年）※モハマド・アーマディ監督作品、脚本のみ
- スクリーム・オブ・アント Scream of the ants（2006年）
- The Man Who Came With the Snow（2009年）※マルズィエ・メシュキニと共同監督
- 庭師（英語版） The Gardener（2012年）
- 微笑み絶やさず Ongoing Smile（2013年）
- 独裁者と小さな孫 The President（2014年）
- テナント The Tenant（2015年）
- Marghe and Her Mother（2019年）

## 受賞

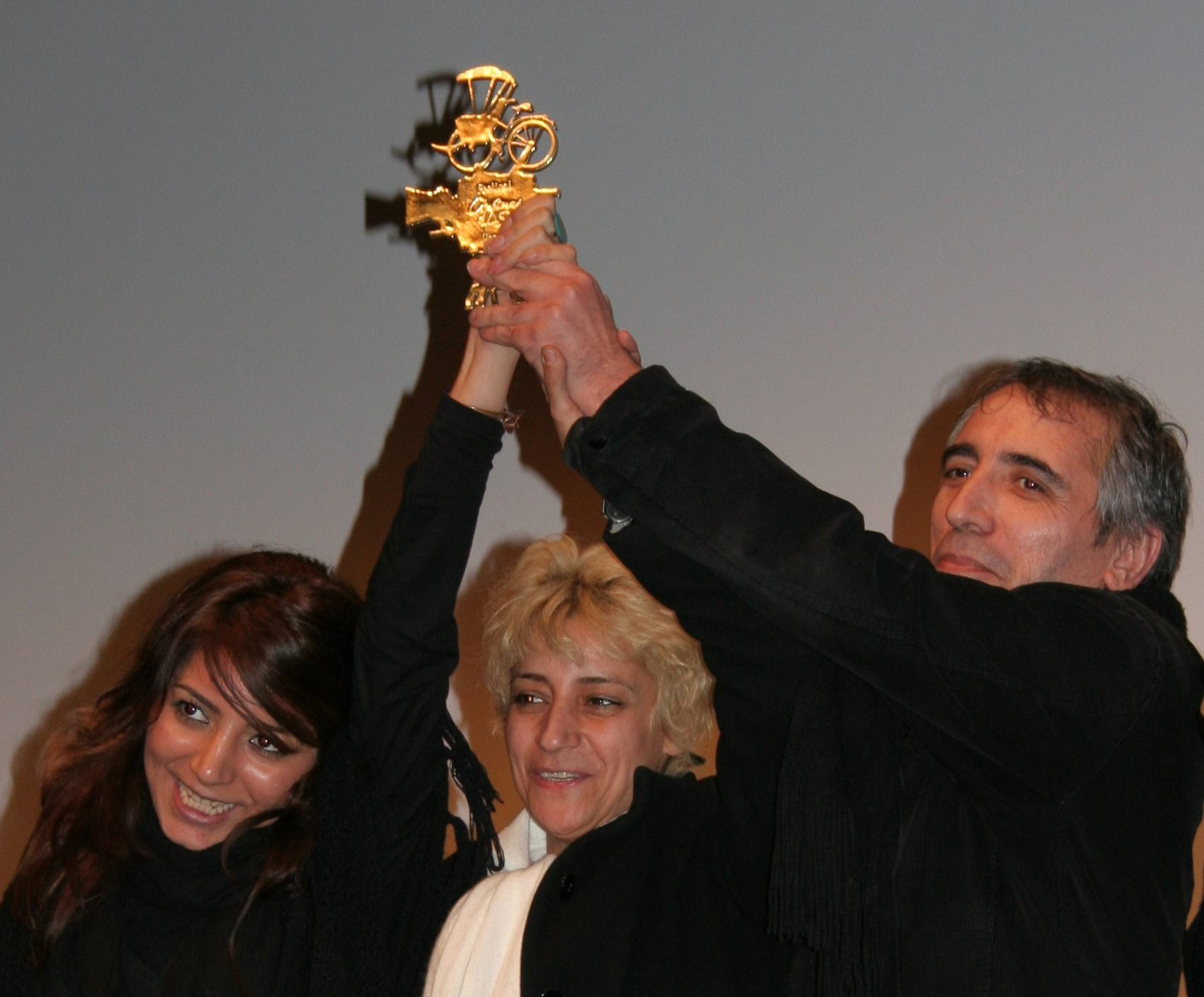
金自転車賞を受賞した2009年ヴズール国際アジア映画祭にて、次女ハナ（左）および妻マルズィエ（中）とともに

- 1989年 リミニ国際映画祭 最優秀作品賞『サイクリスト』
- 1991年 ハワイ国際映画祭 最優秀作品賞『サイクリスト』
- 1992年 カルロヴィ・ヴァリ国際映画祭 審査員特別賞、国際批評家連盟賞『ワンス・アポン・ア・タイム、シネマ』
- 1996年 第9回東京国際映画祭 最優秀芸術貢献賞『愛を織る娘ギャベ』
- 1996年 ミュンヘン国際映画祭 最優秀作品賞『サラーム・シネマ』
- 1996年 ロカルノ国際映画祭 審査員特別賞『パンと植木鉢』
- 1998年 第55回ヴェネツィア国際映画祭 上院議員長金メダル賞『サイレンス』
- 2001年 UNESCO フェデリコ・フェリーニ賞『カンダハール』
- 2001年 カンヌ国際映画祭 エキュメニック賞『カンダハール』
- 2006年 パラジャーノフ賞 - 世界映画への顕著な芸術的貢献
- 2007年 モロディスト・キエフ国際映画祭 スキタイ鹿賞
- 2009年 2009年ヴズール国際アジア映画祭 金自転車賞
- 2015年 第72回ベネチア国際映画祭・ロベール・ブレッソン賞[10]